# TOPCAT
『トップキャット』（Topcat）は、1998年（平成10年）1月から2年間、仙台放送で放送されていた深夜のローカルバラエティ番組である。

## 概要
人気を博したご当地バラエティ番組であり、毎週木曜日の深夜24時40分からという放送時間にもかかわらず、最高視聴率9.7%、平均でも5%前後の好視聴率を記録していたといい、放送期間中にさくらんぼテレビや福島テレビ・岩手めんこいテレビでの放送も開始された。番組タイトルは、英語スラングの「番長」から命名されたものである。
番組内容は、前期と後期とで異なる。前期では、仙台放送アナウンサーの金澤聡（カナウンサー）が番組をナビゲート。ゲストとのスポーツ対決ものや恋愛相談コーナーがメインだった。スピッツ・L'Arc〜en〜Ciel・奥田民生・山崎まさよしのように、著名ではあるがテレビにはあまり出演しないミュージシャンたちも出演していた。後期では、お笑いタレントのTake2がMCとなり、タイトルも『TOPCAT with Take2』へ変更。番組アシスタント（TOPCATGirls）の1人に、当時デビュー直後でまだ10代だった安めぐみも起用されていた。
また、お笑いライブを開催し、番組と連動させるなど、ネタ番組がほとんど無い時代にお笑いに力を入れていた。第一回TOPCAT杯若手芸人対決では、優勝がスープレックス（後に解散し、劇団ひとりがソロ）だった。番組にはU-turn （後に解散し、土田晃之がソロ）も数多く登場していた。

## 出演者

### MC・アシスタント
『TOPCAT』
- MC：仙台放送アナウンサー
  - 金澤聡
- アシスタント
  - 柳和佐（宇恵さやか、二代目パイレーツ。第一期）
  - 江里塚たまみ

『TOPCAT with Take2』
- MC：Take2
  - 深沢邦之
  - 東貴博
- アシスタント：TOPCAT Girls
  - 山本恵美
  - 安めぐみ（第二期、第三期。この共演がきっかけで東と結婚した）
  - 他

### ゲスト
前期・後期通じての主なゲスト。
- スピッツ
- 奥田民生
- 長瀬智也
- 山崎まさよし
- L'Arc〜en〜Ciel
- 橋本真也
- 河村隆一
- 松たか子
- SPEED
- 土田晃之
- 蛭子能収
- 斉藤裕亮　(東貴博どっきり企画)
- 小橋賢児　(VTR告知)
- ほか

## スタッフ
- プロデュース・総合演出：中谷泰人
- 技術：東北共立